# Crise bouddhiste
Guerre du Viêt Nam
La crise bouddhiste (en vietnamien : Biến cố Phật giáo) est une période de tension politique et religieuse au Viêt Nam du Sud entre mai et novembre 1963, caractérisée par une série d'actes de répression du gouvernement sud-vietnamien, dont le président, Ngô Đình Diệm, est catholique et proche des États-Unis, et une campagne de résistance civile, menée principalement par les moines bouddhistes, dont Thích Trí Quang est l'un des principales figures. 
La crise est précipitée le 8 mai 1963 par des tirs qui causent la mort de neuf civils non armés qui protestaient à Hué contre l'interdiction d'arborer le drapeau bouddhique lors des fêtes de Vesak. Elle se termine en novembre 1963 par un coup d'État mené par l'armée de la république du Viêt Nam et l'arrestation et assassinat de Ngô Đình Diệm le 2 novembre 1963.